# تشارلز فين
تشارلز فين (بالإنجليزية: Charles Finn)‏ هو لاعب كرة الماء أمريكي، ولد في 28 يوليو 1899 في بيكرسفيلد في الولايات المتحدة، وتوفي في 13 يناير 1974 في لوس أنجلوس في الولايات المتحدة.

## وصلات خارجية
- تشارلز فين على موقع قاعة مشاهير السباحة الأمريكية (الإنجليزية)
- تشارلز فين على موقع اللجنة الأولمبية الدولية (الإنجليزية)
- تشارلز فين على موقع أوليمبيديا (الإنجليزية)